# مرد خانه (فیلم ۲۰۱۴)
مرد خانه (به انگلیسی: The Homesman) یک فیلم وسترن درام آمریکایی به کارگردانی تامی لی جونز است که در ۷ نوامبر ۲۰۱۴ در آمریکا اکران شد. از بازیگران این فیلم می‌توان به تامی لی جونز، هیلاری سوانک، ویلیام فیکنر و مریل استریپ اشاره کرد. این فیلم برای رقابت بر سر نخل طلایی بخش اصلی جشنواره فیلم کن ۲۰۱۴ انتخاب شد.

## داستان
آدم رذلی از پای چوبهٔ دار نجات داده شده‌است تا در ازای آن گروهی از زنان را از نبراسکا تا آیووا همراهی کند.